# Semilimax pyrenaicus
Semilimax pyrenaicus is een slakkensoort uit de familie van de Vitrinidae. De wetenschappelijke naam van de soort is voor het eerst geldig gepubliceerd in 1821 door A. Ferussac.